# Заозеро
Зао́зеро (рос. Заозеро) — присілок у складі Парабельського району Томської області, Росія. Входить до складу Парабельського сільського поселення.

## Населення
Населення — 15 осіб (2010; 14 у 2002).
Національний склад (станом на 2002 рік):
- росіяни — 93 %